# Benjamín Cohen Gallerstein
Benjamín Alberto Cohen Gallerstein, (Concepción, 18 de marzo de 1896-Nueva York, 12 de marzo de 1960) fue un político y diplomático chileno de origen judío.

## Biografía
Fue hijo de Alberto Cohen Block y Rebeca Gallerstein Ditkowsky, inmigrantes judío lituanos. Realizó sus estudios en el Internado Nacional Barros Arana, en la Universidad de Chile y en la Escuela de Servicio Exterior de la Universidad de Georgetown.
Ejerció como reportero y editor de los diarios La Razón, La Mañana, El Mercurio y El Sur. Se inició en la diplomacia como secretario de Agustín Edwards McClure, dueño de El Mercurio y delegado de Chile en la Quinta Conferencia. Participaría como secretario e intérprete de numerosas conferencias internacionales. Fue militante del Partido Radical.
Ingresó como funcionario de carrera al Ministerio de Relaciones Exteriores en 1923, ocupando los cargos de Encargado de Negocios y consejero de la Embajada de Chile en Estados Unidos (1933-37 lugar donde conoció a la que sería su esposa, la nicaragüense María Teresa de la Concepción Argüello Téfel), luego director del Departamento Diplomático (1937-1939) y Embajador de Chile en Bolivia (1939-1944). En este cargo tuvo un papel destacado en la liberación del empresario judío Mauricio Hochschild, quien había sido secuestrado por agentes del gobierno de Gualberto Villarroel. Su intervención motivó una campaña comunicacional del gobierno boliviano en contra de su persona, acusándolo de haber participado en un intento de golpe de Estado, por lo que Cohen debió viajar a Santiago.
Fue nombrado embajador de Chile en Venezuela, cargo que no alcanzó a asumir pues fue nombrado Secretario General Adjunto para Información Pública de las Naciones Unidas. En sus funciones de Secretario General de NNUU en ejercicio, ante la ausencia del SG, fue él quien presidió la ceremonia del inicio de la construcción del edificio de las NNUU, en presencia del entonces alcalde de la ciudad de Nueva York, William O'Dwyer, el 14 de setiembre de 1948. Un año antes de su muerte renunció a su cargo y se reintegró al servicio exterior chileno como delegado chileno ante las Naciones Unidas.